# Lijst van bijnamen van Belgische nationale sportploegen
Dit is een lijst van bijnamen van Belgische nationale sportploegen, weliswaar enkel de veelvuldig gebruikte bijnamen. Vaak bestaan deze namen uit twee delen, waarvan het eerste woord Belgian of een kleur (Black, Yellow of Red) is, en het tweede woord een dier. Hier wordt echter regelmatig van afgeweken.

## Geschiedenis

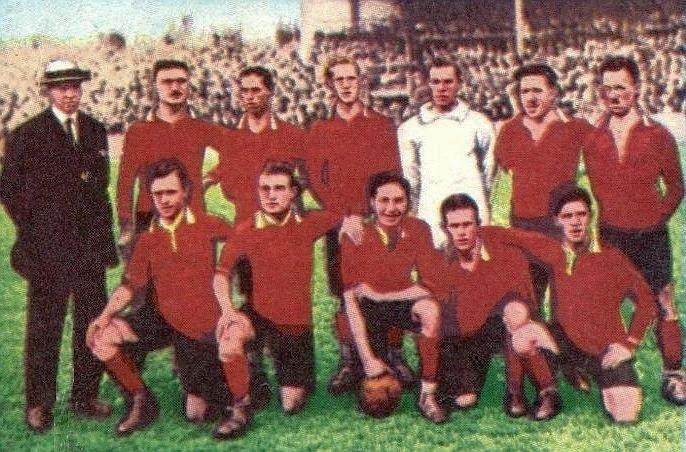
De Rode Duivels in 1920, met hun typerende rode outfit.

Het mannenvoetbalelftal was de eerste nationale ploeg die een bijnaam kreeg. In 1906 bedacht Pierre Walckiers, de hoofdredacteur van Sportleven, de naam Rode Duivels, Diables Rouges of Red Devils na een Belgische overwinning tegen Nederland. De naam was geïnspireerd op Camille Jenatzy, een Belgische coureur met als bijnaam Rode Duivel. Na een nieuwe zege tegen Nederland in 1913, werd de bijnaam officieel. Gedurende de Eerste Wereldoorlog konden normale voetbalwedstrijden niet plaatsvinden, maar er werd wel een succesvol Belgisch militair mannenelftal opgericht onder de naam Front Wanderers. Later werden dat de Jassen. Het was een eeuw wachten tot ook het vrouwenvoetbalelftal een eigen bijnaam kreeg. Eerder werden ze de Rode Duivelinnen genoemd, maar in 2013 bedacht een reclamebureau de naam Red Flames. Verwante teams, zoals die actief in het blindenvoetbal, kregen gelijkaardige namen, zoals Belgian Blind Devils en Belgian Deaf Devils. Het militaire vrouwenelftal heet Army Flames. De ploeg actief in het amputatievoetbal heet echter Red Flamingos, terwijl het mannen- en vrouwenzaalvoetbalteam eveneens respectievelijk Red Devils en Red Flames heten. Eerder heetten de vrouwenzaalvoetbalploeg en -beloftenploeg respectievelijk Black Flames en Yellow Flames, maar ze werden uiteindelijk allemaal samengebracht onder de noemer Red Flames.

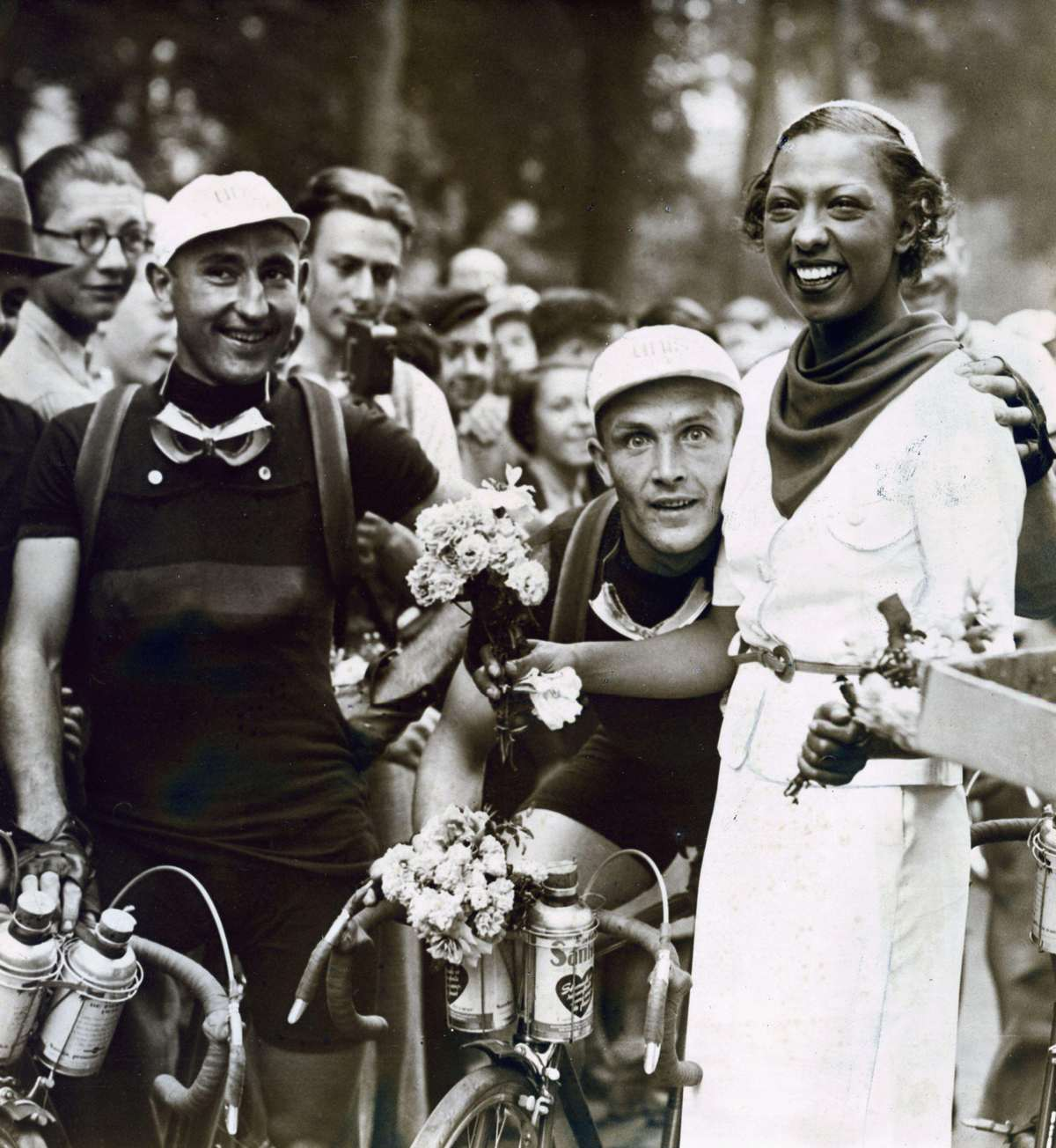
Belgische wielrenners Sylvère Maes en Romain Maes van het Zwarte Eskadron naast actrice Josephine Baker anno 1936.

In de jaren 1930 kreeg een andere ploeg, de nationale wielerploeg, ook een bijnaam: het Zwarte Eskadron of Escadron Noir, verwijzend naar de typerende zwarte outfits. In de Ronde van Frankrijk 1948 schakelden ze over op een hemelsblauwe outfit, waardoor de bijnaam veranderd werd naar Blauw Eskadron. Die naam verdween doorheen de jaren. In 2013 werd bij een stemming van Radio 1 een nieuwe bijnaam gekozen: Blue Birds. Deze naam wist echter geen algemene bekendheid te vergaren.
De tweede balsportploeg die voor een bijnaam koos was het mannenbasketbalteam in 1990. De toenmalige ondervoorzitter van de Koninklijke Belgische Basketbal Bond, André Jansens, bedacht de naam Belgian Lions. De mascotte van de ploeg was al langer een leeuw, en bovendien werd ze destijds gesponsord door Delhaize en Peugeot, twee merken met een leeuw in hun logo. Een derde sponsor, Banque Bruxelles Lambert, was te herkennen in de langere benaming, Belgian Basketball Lions (beide BBL). Het vrouwenbasketbalteam moest wachten tot 2006 op hun bijnaam. Er werd gekozen voor Belgian Cats, een link naar de mannenploeg en symbolisch voor de snelheid en lenigheid van katachtigen. Het 3×3-mannen- en vrouwenbasketbalteam, net als het rolstoelbasketbalteam, kozen voor dezelfde naam, mits de toevoeging van respectievelijk 3×3 of Wheelchair. In 2009 speelde een selectie met de beste (voormalige) Belgische mannelijke basketters uit de geschiedenis een galawedstrijd tegen eenzelfde soort team uit de Verenigde Staten. Hiervoor werd eenmalig de benaming Belgian Legends gebruikt.

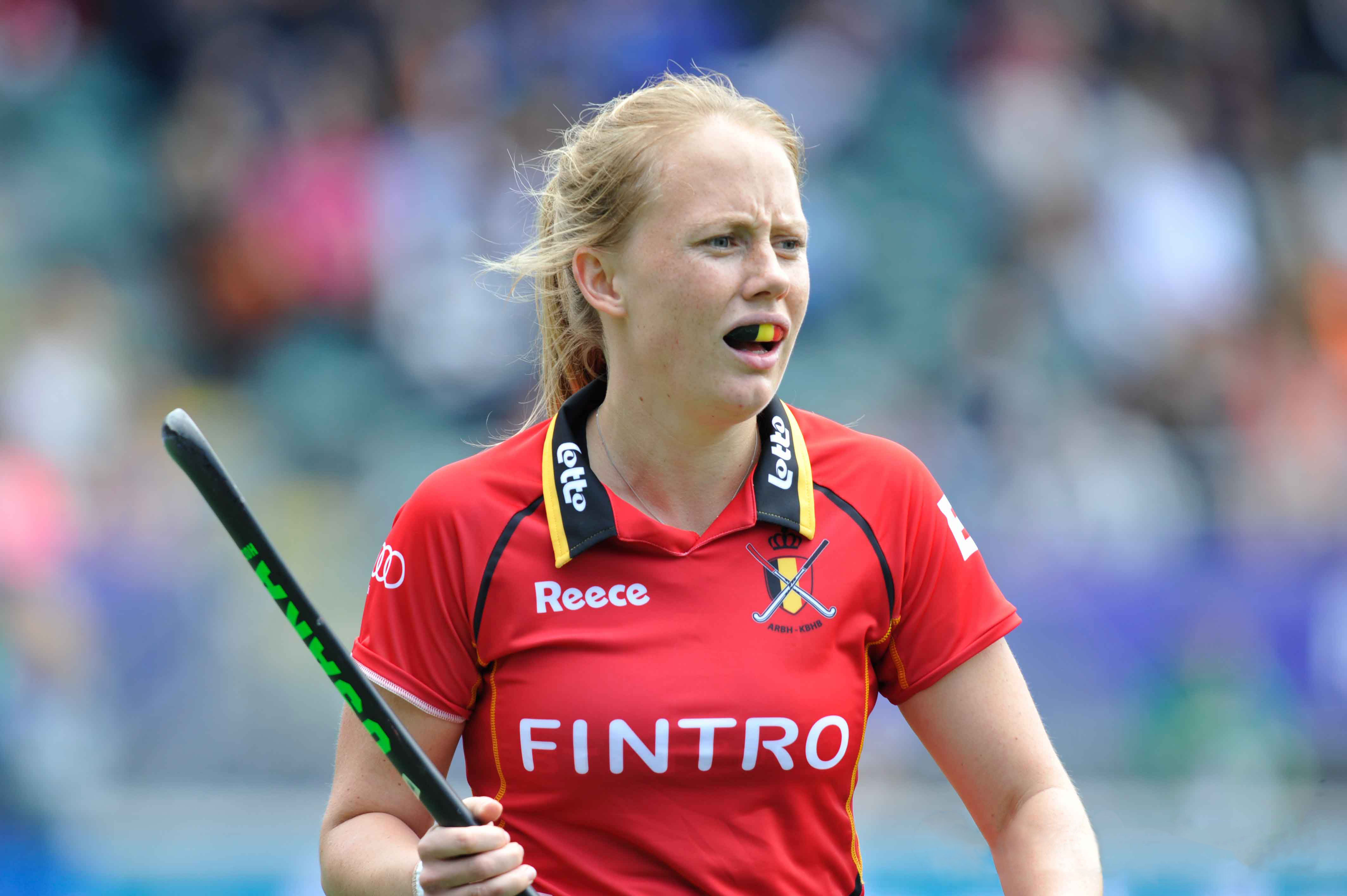
Jill Boon in de outfit van de Red Panthers tijdens het WK hockey in 2014.

Bijnamen wonnen aan populariteit, en voor het Europees kampioenschap 2007 werd de bijnaam van de mannenhockeyploeg vastgelegd als de Red Lions. Deze naam werd gekozen na een vergadering met de spelers en staf van de ploeg, en staat symbool voor strijdvaardigheid. Enige tijd later, voor het Europees kampioenschap 2011, kreeg ook de vrouwenhockeyploeg een bijnaam: de Red Panthers, wat staat voor sluwheid en explosiviteit. De namen gelden voor zowel de outdoor- als indoorploegen, hoewel de indoor vrouwenploeg eerder Red Foxes heette. Het jongerenteams voor mannen droeg eerder ook een andere naam, namelijk Red Cougars. In diezelfde periode koos ook het mannenrugbyteam een bijnaam. Dit werd de Zwarte Duivels of Black Devils. De kleur verwees naar het Nieuw-Zeelandse nationaal team de All Blacks. Daarnaast verwees het ook naar het Regiment Wielrijders van het Belgisch leger, die in 1914 de Slag bij Halen voerden tegen het oprukkende Duitse leger, en dezelfde bijnaam droegen. Het vrouwenrugbyteam koos voor de ietwat aparte bijnaam Lioness. Die bijnamen gelden overigens enkel voor rugby union, voor rugby sevens heten ze respectievelijk MenSevens en BelSevens. Ook het vrouwenbobsleeteam kreeg toen een bijnaam: de Belgian Bullets, omdat ze als kogels naar beneden dalen. De motorcrossers kozen omstreeks 2010 voor de bijnaam Red Knights, ze voelden zich als ridders op een stalen paard. Na een klacht van een Amerikaanse ploeg met dezelfde naam werd deze veranderd naar Belgian Knights.

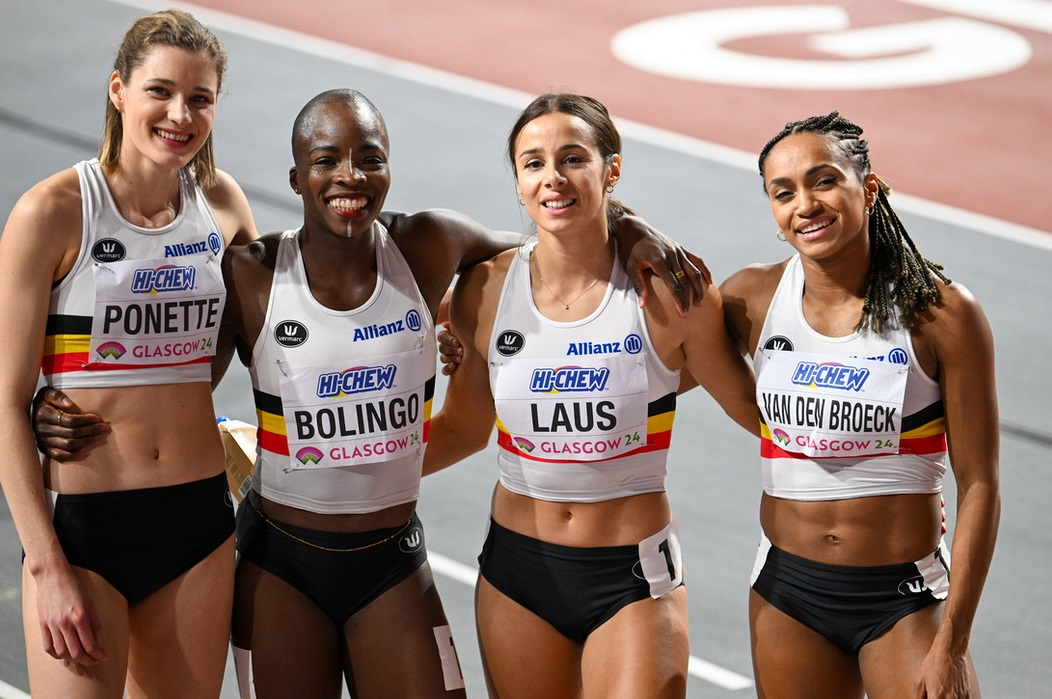
De vrouwen op de 4 × 400 meter estafette, met als bijnaam de Belgian Cheetahs.

In 2013 kregen de mannen- en vrouwenvolleybalploeg hun bijnamen, onder impuls van respectievelijk Stijn Dejonckheere en Hélène Rousseaux. Bij de mannen werd het Red Dragons, verwijzend naar kracht en vurigheid. De vrouwen verkozen Yellow Tigers, met de tijger als sluw en explosief dier dat zijn tegenstander te slim af wil zijn. Die naam werd gekozen door speelster Frauke Dirickx. Haar bijnaam was Frosti, verwijzend naar de cornflakes Frosties, met een tijger als mascotte. Dat jaar verscheen daarnaast het Americanfootballteam bij de mannen, dat de bijnaam Belgian Barbarians kreeg. De inspiratie hiervoor lag bij de Oude Belgen, die streden tegen de troepen van Julius Caesar. Een jaar later kozen de 4 × 400 meter estafettemannen een bijnaam voor hun ploeg. Uit honderden inzendingen koos een jury onder leiding van Luc Versele voor Belgian Tornadoes, dat staat voor natuurkracht, energie en versnelling. Bovendien draait hij rond, net zoals lopers op de piste. Enkele jaren later was het de beurt aan de 4 × 400 meter estafettevrouwen, die kozen voor Belgian Cheetahs, het snelste landzoogdier.
Het vrouwenhandbalteam koos in 2017 voor de naam Black Arrows, verwijzend naar de pose die Usain Bolt steevast aannam na een overwinning. Het mannenhandbalteam had dan al enkele jaren de bijnaam Red Wolves. De Belgische kajakkers verzonnen dat jaar de bijnaam Red Torpedoes. Een torpedo gaat net als hen door het water, recht op zijn doel af. Een jaar later was het het gemengde triatlonteam dat koos voor de bijnaam Belgian Hammers, verwijzend naar de uitspraak hammer down. In 2022 kregen de ploegen op de 4 × 100 meter estafette hun bijnaam. Bij de mannen werd dit Belgian Falcons, verwijzend naar hun snelheid en precisie, terwijl de vrouwen kozen voor Belgian Rockets. Het gemengde shorttrackteam koos in 2023 voor Belgian Icebørs, in de eerste plaats verwijzend naar hun kledingsponsor Icebør. Deze werd in eind 2024, door een nieuwe kledingsponsor, veranderd naar Belgian Ice Bears. In 2024 was het de beurt aan het biatlonteam, dat na een volksstemming voor Belgian Lynxes koos.

## Lijst
Ook tal van andere Belgische nationale sportploegen kregen ondertussen eveneens een bijnaam voor hun ploeg, hieronder opgelijst.
| Sport                     | Geslacht           | Bijnaam                          | Nederlandse vertaling              |
| ------------------------- | ------------------ | -------------------------------- | ---------------------------------- |
| 4 x 100 meter estafette   | Mannen             | Belgian Falcons                  | Belgische Valken                   |
| 4 x 100 meter estafette   | Vrouwen            | Belgian Rockets                  | Belgische Raketten                 |
| 4 x 400 meter estafette   | Mannen             | Belgian Tornados                 | Belgische Tornado's                |
| 4 x 400 meter estafette   | Vrouwen            | Belgian Cheetahs                 | Belgische Jachtluipaarden          |
| 4 x 400 meter estafette   | Mannen & Vrouwen   | Belgian Waffles                  | Belgische Wafels                   |
| Alpineskiën               | Mannen & Vrouwen   | Beast (Belgian Alpine Ski Team)  | Beest (Belgisch Alpineski Team)    |
| American football         | Mannen             | Belgian Barbarians               | Belgische Barbaren                 |
| Amputatievoetbal          | Mannen             | Red Flamingos                    | Rode Flamingo’s                    |
| (3x3) (Rolstoel)Basketbal | Mannen             | Belgian (3x3) (Wheelchair) Lions | Belgische (3x3) (Rolstoel) Leeuwen |
| (3x3) (Rolstoel)Basketbal | Vrouwen            | Belgian (3x3) (Wheelchair) Cats  | Belgische (3x3) (Rolstoel) Katten  |
| Beachkorfbal              | Mannen & Vrouwen   | Belgian Scorpions                | Belgische Schorpioenen             |
| Biatlon                   | Mannen & Vrouwen   | Belgian Lynxes                   | Belgische Lynxen                   |
| Blindenvoetbal            | Mannen             | Belgian Blind Devils             | Belgische Blinde Duivels           |
| Bobslee                   | Vrouwen            | Belgian Bullets                  | Belgische Kogels                   |
| Boogschieten              | Mannen & Vrouwen   | Yellow Arrows                    | Gele Pijlen                        |
| Curling                   | Mannen             | Red Rocks                        | Rode Rotsen                        |
| Curling                   | Vrouwen            | Belgian Huskies                  | Belgische Poolhonden               |
| Curling                   | Mannen & Vrouwen   | Belgian Penguins                 | Belgische Pinguïns                 |
| Curling                   | Senioren mannen    | Black Ducks                      | Zwarte Eenden                      |
| Curling                   | Junioren vrouwen   | Belgian Cubs                     | Belgische Welpen                   |
| Darts                     | Mannen             | Belgian Arrows                   | Belgische Pijlen                   |
| Dovenvoetbal              | Mannen             | Belgian Deaf Devils              | Belgische Dove Duivels             |
| Goalball                  | Mannen             | Belgian Bulls                    | Belgische Stieren                  |
| Gymnastiek                | Mannen & Vrouwen   | Team Belgym                      | Team Belgische Gymnastiek          |
| Gymnastiek                | Mannen             | Red Mavericks                    | Rode Buitenbeentjes                |
| Gymnastiek                | Vrouwen            | Red Eagles                       | Rode Arenden                       |
| Handbal                   | Mannen             | Red Wolves                       | Rode Wolven                        |
| Handbal                   | Vrouwen            | Black Arrows                     | Zwarte Pijlen                      |
| Handigolf                 | Mannen             | Belgian Red Heroes               | Belgische Rode Helden              |
| (Indoor) Hockey           | Mannen             | (Indoor) Red Lions               | Rode Leeuwen                       |
| (Indoor) Hockey           | Vrouwen            | (Indoor) Red Panthers            | Rode Panters                       |
| Honkbal                   | Mannen             | Red Hawks                        | Rode Haviken                       |
| IJshockey                 | Vrouwen            | Belgian Blades                   | Belgische Messen                   |
| Kajak                     | Mannen & Vrouwen   | Red Torpedoes                    | Rode Torpedo's                     |
| Korfbal                   | Mannen & Vrouwen   | Belgian Diamonds                 | Belgische Diamanten                |
| Kunstvliegen              | Mannen             | Red Devils                       | Rode Duivels                       |
| Lacrosse                  | Mannen             | Beasts                           | Beesten                            |
| Lacrosse                  | Vrouwen            | Red Pumas                        | Rode Poemas                        |
| Langeafstandszeilen       | Mannen & Vrouwen   | Red Dolphins                     | Rode Dolfijnen                     |
| Motorcross                | Mannen             | Belgian Knights                  | Belgische Ridders                  |
| Motorcross                | Junioren mannen    | Black Knights                    | Zwarte Ridders                     |
| Onderwaterhockey          | Mannen             | Red Piranhas                     | Rode Piranha's                     |
| Onderwaterhockey          | Vrouwen            | Red Mermaids                     | Rode Zeemeerminnen                 |
| Parahockey                | Mannen & Vrouwen   | Red Giants                       | Rode Giganten                      |
| Powerchair voetbal        | Mannen & Vrouwen   | Belgian RedWheels                | Belgische Rode Wielen              |
| Raften                    | Vrouwen            | Waterproof Rafting Team Belgium  | Waterafstotend Raftteam België     |
| Roeien                    | Mannen             | Belgian Sharks                   | Belgische Haaien                   |
| Rope skipping             | Mannen & Vrouwen   | Red Ropes                        | Rode Springtouwen                  |
| Rugby sevens              | Mannen             | MenSevens                        | Mannelijke Zevens                  |
| Rugby sevens              | Vrouwen            | BelSevens                        | Belgische Zevens                   |
| Rugby union               | Mannen             | Black Devils                     | Zwarte Duivels                     |
| Rugby union               | Vrouwen            | Lioness                          | Leeuwin                            |
| Schaken                   | Vrouwen            | Red Unicorns                     | Rode Eenhoorns                     |
| Shorttrack                | Mannen & Vrouwen   | Belgian Ice Bears                | Belgische IJsberen                 |
| Slowpitch                 | Mannen             | Belgian Brewers                  | Belgische Brouwers                 |
| Slowpitch                 | Vrouwen            | Belgian Bombshells               | Belgische Bommen                   |
| Slowpitch                 | Mannen & Vrouwen   | Belgian Bats                     | Belgische Vleermuizen              |
| Strandvoetbal             | Mannen             | Red Sand Devils                  | Rode Zandduivels                   |
| Synchroonschaatsen        | Vrouwen            | Team Temptation                  | Team Verleiding                    |
| Touwtrekken               | Mannen             | The Pull Bulls                   | De Trekstieren                     |
| Triatlon                  | Mannen & Vrouwen   | Belgian Hammers                  | Belgische Hamers                   |
| Valschermspringen         | Mannen             | Hayabusa                         | Valk                               |
| (Zaal)Voetbal             | Mannen             | Red Devils                       | Rode Duivels                       |
| (Zaal)Voetbal             | Vrouwen            | Red Flames                       | Rode Vlammen                       |
| (Zaal)Voetbal             | Vrouwen (defensie) | Army Flames                      | Leger Vlammen                      |
| Volleybal                 | Mannen             | Red Dragons                      | Rode Draken                        |
| Volleybal                 | Mannen (politie)   | Belgian Blue Dragons             | Belgische Blauwe Draken            |
| Volleybal                 | Vrouwen            | Yellow Tigers                    | Gele Tijgers                       |
| Volleybal                 | Vrouwen (politie)  | Belgian Blue Tigers              | Belgische Blauwe Tijgers           |
| Vuistbal                  | Mannen             | Red Jellyfists                   | Rode Kwallen/Vuisten               |
| Vuistbal                  | Vrouwen            | Red Phoenixes                    | Rode Feniksen                      |
| Waterpolo                 | Mannen             | Red Sharks                       | Rode Haaien                        |
| Waterpolo                 | Vrouwen            | Black Waves                      | Zwarte Golven                      |
| Wielrennen                | Mannen             | Blue Birds                       | Blauwe Vogels                      |
| Zwemmen                   | Mannen & Vrouwen   | Team Belswim                     | Team Belgisch Zwemmen              |
| Zwerkbal                  | Mannen & Vrouwen   | Belgian Gryffins                 | Belgische Griffioenen              |